# Občina Vodice
Občina Vodice je občina v Republiki Sloveniji, z nekaj več kot 5.000 prebivalci in sedežem v Vodicah, ki je bila ustanovljena 1. januarja 1995. Nahaja se severno od Ljubljane do letališča Jožeta Pučnika v bližini Spodnjega Brnika in leži na pretežno kmetijskem območju. Obdana je z okoljskimi griči, Škofjeloškim hribovjem in gorami Kamniško-Savinjskih Alp s pogledom do samega Aljaževega stolpa v Julijskih Alpah.
Površina občine meri 31 kvadratnih kilometrov, Večina prebivalstva je vezana na dnevno migracijo v okoliška mestna središča.

## Lega
Občina Vodice leži v osrednjem delu Slovenije v bližini prestolnice in letališča Jožeta Pučnika v bližini Spodnjega Brnika. Zaradi neposredne bližine avtocestnega priključka je dobro dostopna in prehodna. Spada v Gorenjsko pokrajino, a je (RRA LUR) je povezana z Ljubljanskim potniškim prometom. Meji na šest občin, in sicer mestno občino Ljubljana na jugu, Medvode in Šenčur na zahodu, Cerklje na Gorenjskem na severu ter Komendo in Mengeš na vzhodu.

## Naselja v občini
Občino Vodice sestavlja 16 naselij: Bukovica pri Vodicah, Dobruša, Dornice, Koseze, Polje pri Vodicah, Povodje, Repnje, Selo pri Vodicah, Skaručna, Šinkov Turn, Torovo, Utik, Vesca, Vodice, Vojsko, Zapoge.